# 朗維尤 (密蘇里州)
朗維尤（英語：Longview）是位於美國密蘇里州麥克唐納縣的非建制地區。

## 地理
朗維尤所處的海拔為高於海平面396米（即1299英呎），而該地所採用的時區為UTC-6，即北美中部時區（CST）。同時該地設有夏令時間，為UTC-6調快一小時，即UTC-5（CDT）。